# Hořiněves
Hořiněves (německy Horschenowes) je obec v okrese Hradec Králové v Královéhradeckém kraji. Žije zde 716 obyvatel.

## Geografie
Hořiněves se nachází v jižním úpatí Hořického hřbetu a v Chlumecké tabuli (v Libčanské a Velichovecké plošině) mezi údolími Trotiny a Bystřice. Na jihovýchodě stoupá kopec Rejdiště (317 metrů), který je také někdy nazýván Tumplac. Na jihozápad leží Svíb (330 metrů). Severně od obce je železnice ve směru Hněvčeves – Smiřice (vlak po ní jede výjimečně, po trati jezdí jenom někdy výletní historické lokomotivy).
Sousední obce jsou Vrchovnice a Jeřičky na severu, Lužany na severovýchodě, Račice nad Trotinou na východě, Sendražice na jihovýchodě, Neděliště a Máslojedy na jihu, Čistěves na jihozápadní, Benátky na západě, Třebovětice a Cerekvice nad Bystřicí na severozápadě.

## Historie
První písemná zmínka o obci Hořiněves pochází z roku 1238.
Koncem 18. století zde po několik let sídlil krajský úřad Hradeckého kraje.
V roce 1881 sem byla přivedena železnice (trať Hněvčeves–Smiřice), první vlak vyjel v roce 1882. Majitel železnice Franz von Liebieg byl však tak zadlužen, že jeho majetek přešel v roce 1881 do císařského rodinného fondu. Po vzniku Československa bylo zboží Habsburků znárodněno. V období Protektorátu Čechy a Morava obec obdržela název „hořící vesnice“. [zdroj?]
Od roku 1949 do roku 1960 byla obec v okrese Jaroměř. Od 1. ledna 1961 patří obec do okresu Hradec Králové.

## Obyvatelstvo
| Rok            | 1869  | 1880  | 1890  | 1900  | 1910  | 1921  | 1930  | 1950 | 1961 | 1970 | 1980 | 1991 | 2001 | 2011 | 2021 |
| -------------- | ----- | ----- | ----- | ----- | ----- | ----- | ----- | ---- | ---- | ---- | ---- | ---- | ---- | ---- | ---- |
| Počet obyvatel | 1 464 | 1 635 | 1 672 | 1 404 | 1 367 | 1 252 | 1 132 | 824  | 803  | 786  | 785  | 732  | 686  | 662  | 685  |
| Počet domů     | 203   | 205   | 213   | 212   | 212   | 210   | 223   | 228  | 211  | 212  | 202  | 245  | 252  | 253  | 256  |

## Obecní správa

### Části obce
- Hořiněves
- Jeřičky
- Želkovice
- Žíželeves

V letech 1951–1957 a od 1. července 1980 do 30. června 1990 k obci patřily i Benátky a od 1. července 1980 do 23. listopadu 1990 také Račice nad Trotinou a Vrchovnice.

### Obecní symboly
Znak a vlajka byly obci uděleny rozhodnutím předsedy Poslanecké sněmovny Parlamentu České republiky dne 11. dubna 2008.

## Pamětihodnosti
- kostel svatého Prokopa, barokní stavba z roku 1707 vybudovaná na místě gotického kostelíku
- Zámek Hořiněves, z období baroka na místě gotické tvrze
- Rodný dům Václava Hanky – rodný dům Václava Hanky, původně zájezdní hostinec
- socha svatého Jana Nepomuckého
- socha svatého Františka z Pauly
- Hořiněveské lípy
- Hoříněvská bažantnice

## Významní rodáci
- Jan Neplach (1322–1371), opatovický opat a kronikář
- Jan Václav Gallas (1671–1719), diplomat, místodržící a neapolský místokrál
- Václav Hanka (1791–1861), spisovatel a jazykovědec
- Otakar Jedlička (1845–1883), lékař a spisovatel

## Galerie

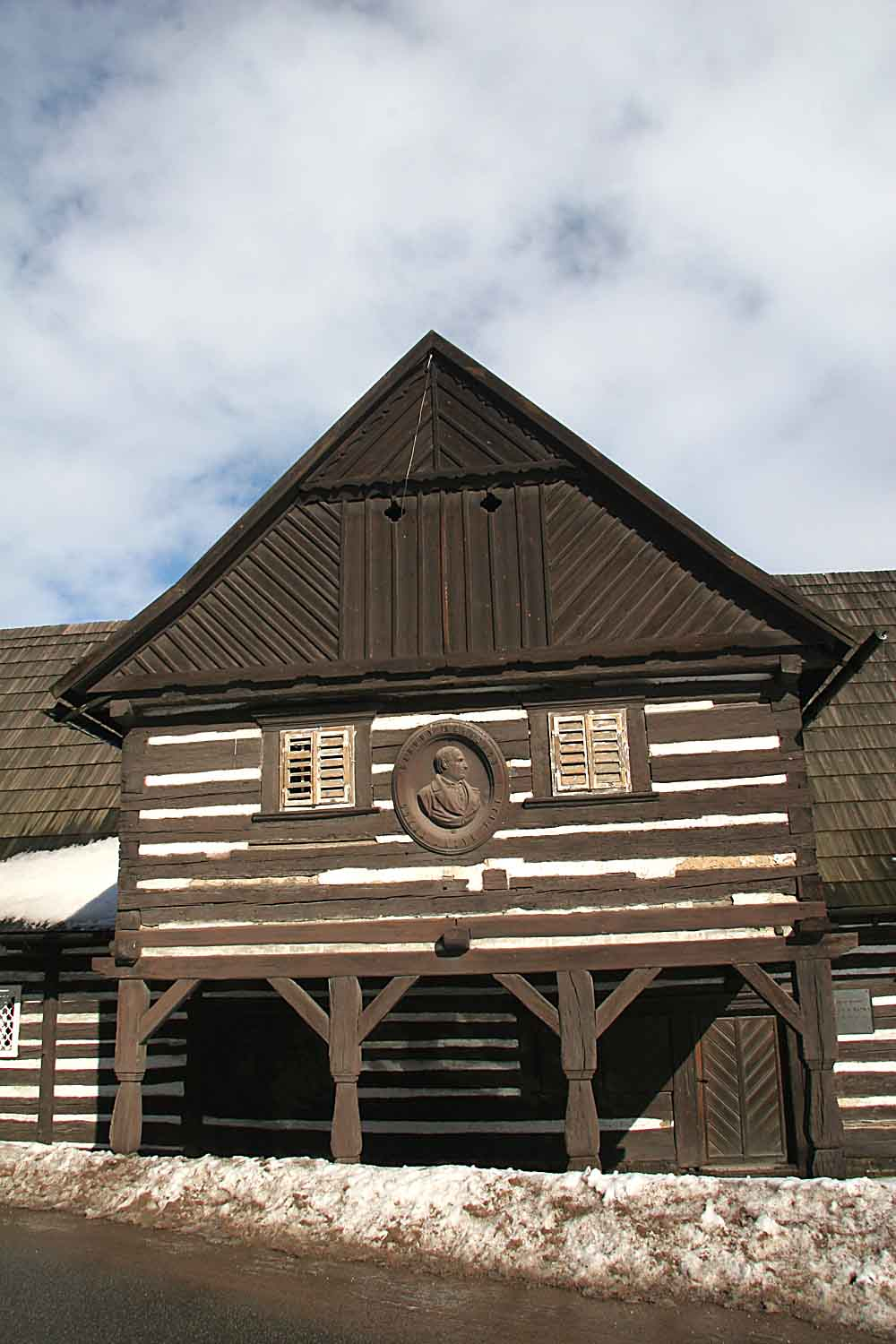
Rodný dům Václava Hanky
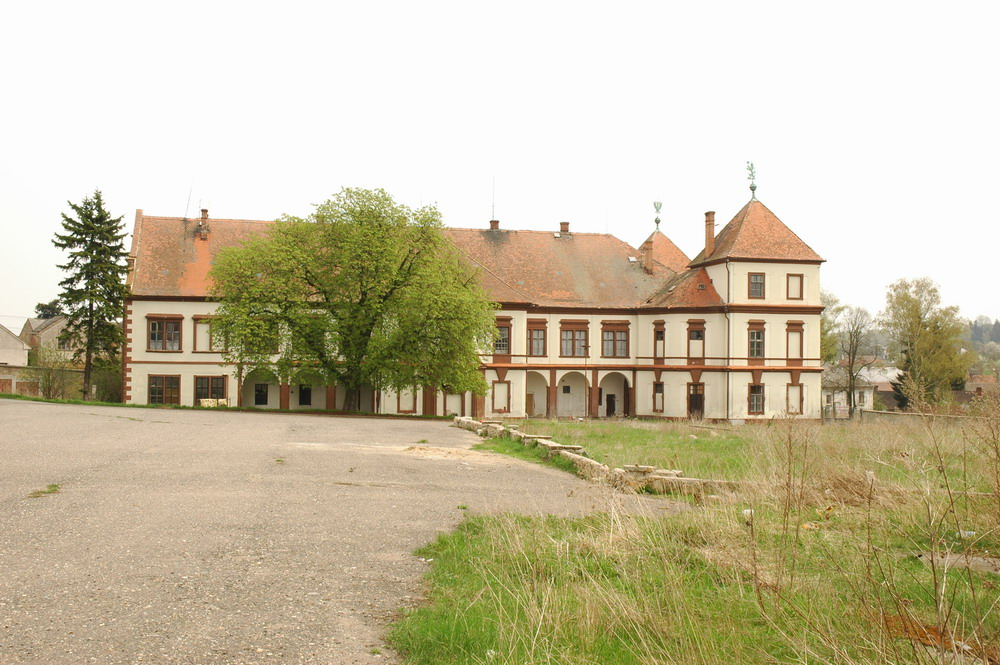
Hořiněves; zámek, zahradní průčelí
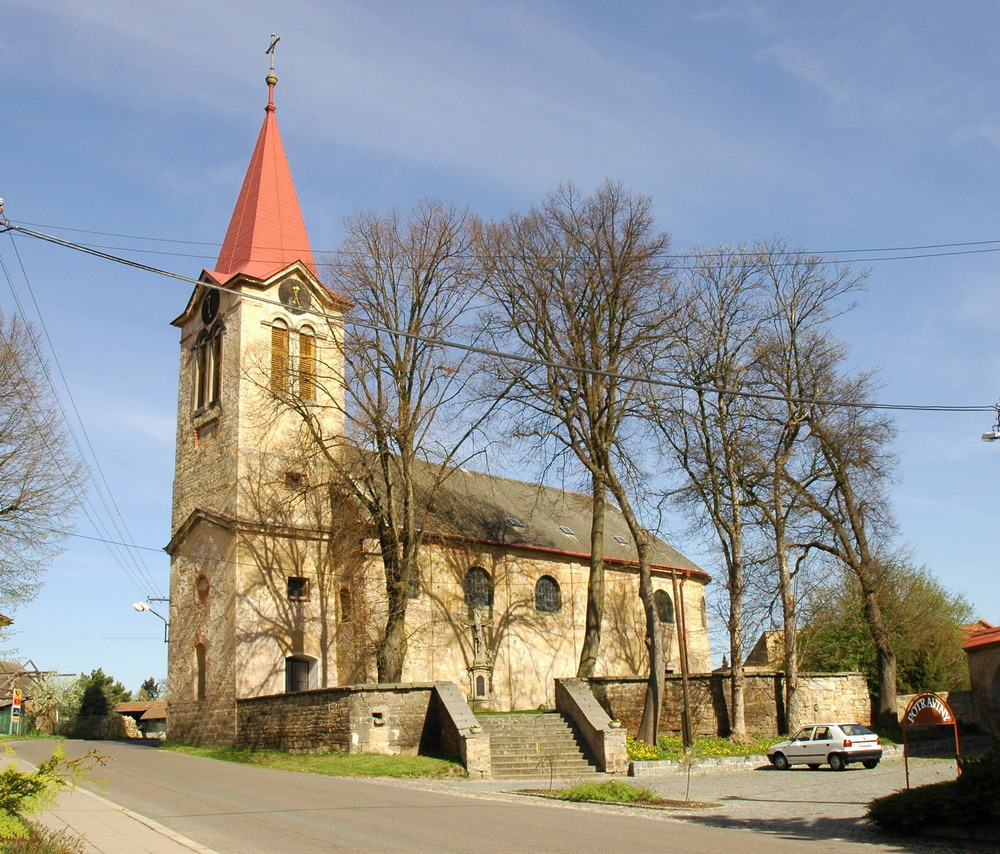
Hořiněves; kostel svatého Prokopa
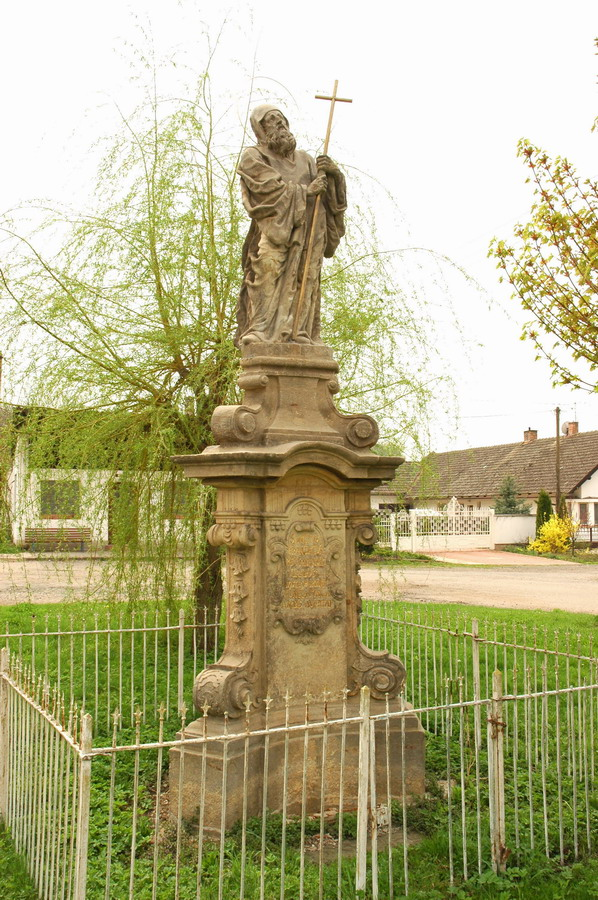
Hořiněves; socha svatého Františka z Pauly
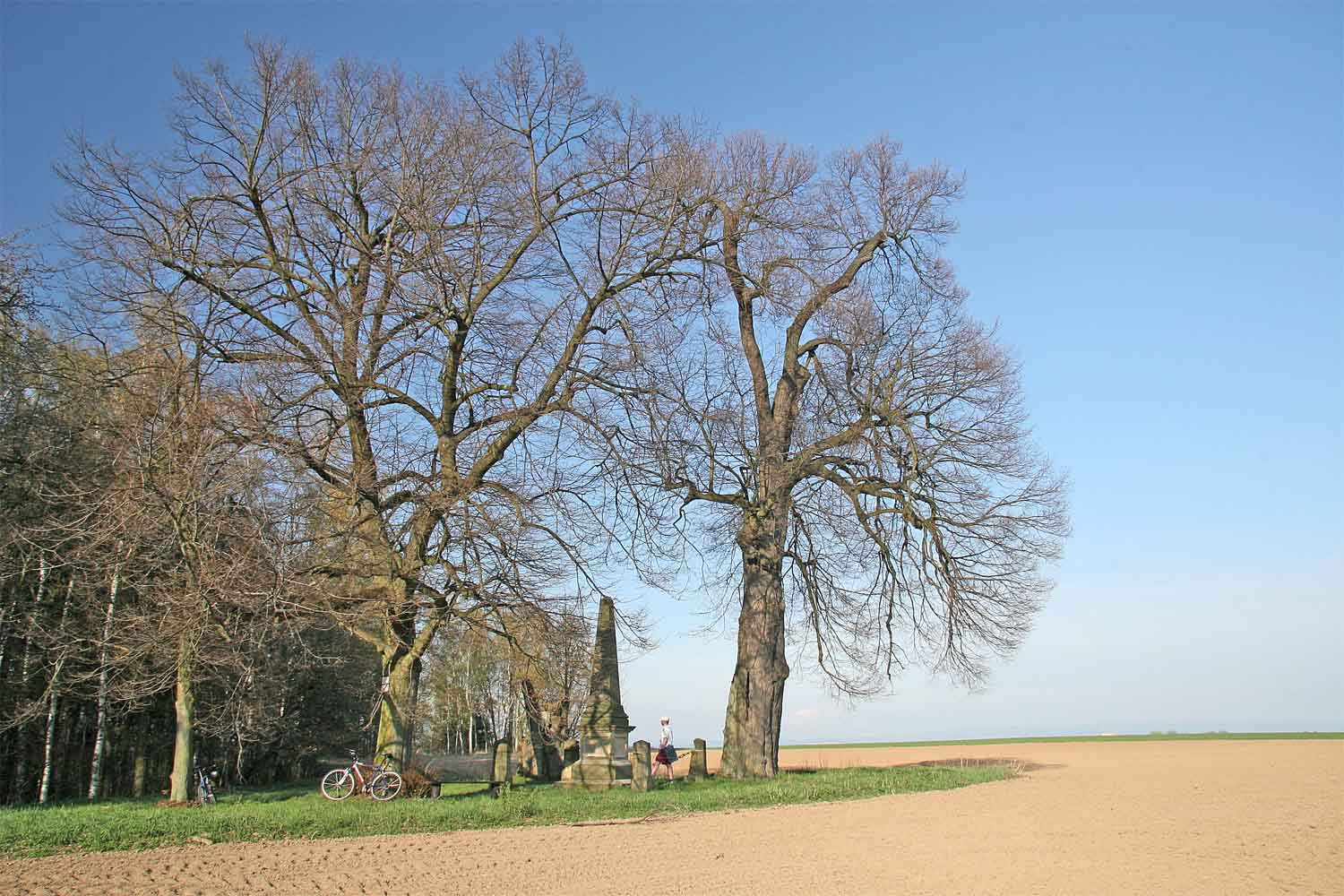
Hořiněveské lípy